# 1932년 하계 올림픽 육상
제10회 하계 올림픽 육상 경기는 1932년 7월 31부터 8월 7일까지 미국 로스앤젤레스에서 진행되었다. 34개국에서 선수 386명이 참가하였다.

## 경기장
| 도시         | 경기장                         | 원어명                        | 비고 |
| ------------ | ------------------------------ | ----------------------------- | ---- |
| 로스앤젤레스 | 로스앤젤레스 메모리얼 콜리세움 | Los Angeles Memorial Coliseum |      |

## 참가국 및 참가 선수
| 참가국            | 남자 | 여자 | 합계 |
| ----------------- | ---- | ---- | ---- |
| 그리스            | 7    | 0    | 7    |
| 남아프리카 공화국 | 3    | 1    | 4    |
| 네덜란드          | 2    | 5    | 7    |
| 뉴질랜드          | 5    | 1    | 6    |
| 덴마크            | 2    | 0    | 2    |
| 독일              | 22   | 5    | 27   |
| 라트비아          | 2    | 0    | 2    |
| 멕시코            | 24   | 1    | 25   |
| 미국              | 67   | 15   | 82   |
| 브라질            | 19   | 0    | 19   |
| 스웨덴            | 9    | 0    | 9    |
| 스위스            | 3    | 0    | 3    |
| 아르헨티나        | 11   | 0    | 11   |
| 아이티            | 2    | 0    | 2    |
| 아일랜드          | 4    | 0    | 4    |
| 에스토니아        | 1    | 0    | 1    |
| 영국              | 19   | 5    | 24   |
| 오스트레일리아    | 3    | 1    | 4    |
| 유고슬라비아      | 1    | 0    | 1    |
| 이탈리아          | 21   | 0    | 21   |
| 인도              | 4    | 0    | 4    |
| 일본              | 25   | 9    | 34   |
| 중화민국          | 1    | 0    | 1    |
| 체코슬로바키아    | 3    | 0    | 3    |
| 캐나다            | 21   | 8    | 29   |
| 콜롬비아          | 1    | 0    | 1    |
| 포르투갈          | 1    | 0    | 1    |
| 폴란드            | 4    | 3    | 7    |
| 프랑스            | 12   | 0    | 12   |
| 핀란드            | 22   | 0    | 22   |
| 필리핀            | 1    | 0    | 1    |
| 헝가리            | 5    | 0    | 5    |
| 24개국            | 332  | 54   | 386  |

## 메달 집계
| 순위 | 국가              | 금메달 | 은메달 | 동메달 | 합계 |
| ---- | ----------------- | ------ | ------ | ------ | ---- |
| 1    | 미국              | 16     | 13     | 6      | 35   |
| 2    | 핀란드            | 3      | 4      | 4      | 11   |
| 3    | 영국              | 2      | 4      | 2      | 8    |
| 4    | 폴란드            | 2      | 0      | 1      | 3    |
| 5    | 아일랜드          | 2      | 0      | 0      | 2    |
| 6    | 캐나다            | 1      | 3      | 5      | 9    |
| 7    | 일본              | 1      | 1      | 2      | 4    |
| 8    | 이탈리아          | 1      | 0      | 2      | 3    |
| 9    | 아르헨티나        | 1      | 0      | 0      | 1    |
| 10   | 독일              | 0      | 2      | 3      | 5    |
| 11   | 라트비아          | 0      | 1      | 0      | 1    |
| 11   | 스웨덴            | 0      | 1      | 0      | 1    |
| 13   | 남아프리카 공화국 | 0      | 0      | 1      | 1    |
| 13   | 체코슬로바키아    | 0      | 0      | 1      | 1    |
| 13   | 프랑스            | 0      | 0      | 1      | 1    |
| 13   | 필리핀            | 0      | 0      | 1      | 1    |
| 합계 | 합계              | 29     | 29     | 29     | 87   |

## 메달리스트
| 종목                     | 금                                                                        | 은                                                                                             | 동                                                                                           |
| ------------------------ | ------------------------------------------------------------------------- | ---------------------------------------------------------------------------------------------- | -------------------------------------------------------------------------------------------- |
| 남자 100m 자세히         | 에디 톨란 · 미국                                                          | 랠프 멧칼프 · 미국                                                                             | 아르투르 요나스 · 독일                                                                       |
| 남자 200m 자세히         | 에디 톨란 · 미국                                                          | 조지 심슨 · 미국                                                                               | 랠프 멧칼프 · 미국                                                                           |
| 남자 400m 자세히         | 빌 카 · 미국                                                              | 벤 이스트먼 · 미국                                                                             | 알렉스 윌슨 · 캐나다                                                                         |
| 남자 800m 자세히         | 토미 햄슨 · 영국                                                          | 알렉스 윌슨 · 캐나다                                                                           | 필 에드워즈 · 캐나다                                                                         |
| 남자 1500m 자세히        | 루이지 베칼리 · 이탈리아                                                  | 제리 콘스 · 영국                                                                               | 필 에드워즈 · 캐나다                                                                         |
| 남자 5000m 자세히        | 라우리 레흐티넨 · 핀란드                                                  | 랄프 힐 · 미국                                                                                 | 라우리 비르타넨 · 핀란드                                                                     |
| 남자 10000m 자세히       | 야누시 쿠소친스키 · 폴란드                                                | 볼마리 이소홀로 · 핀란드                                                                       | 라우리 비르타넨 · 핀란드                                                                     |
| 남자 110m 허들 자세히    | 조지 세일링 · 미국                                                        | 퍼시 비어드 · 미국                                                                             | 도널드 핀레이 · 영국                                                                         |
| 남자 400m 허들 자세히    | 밥 티스달 · 아일랜드                                                      | 글렌 하딘 · 미국                                                                               | 모건 테일러 · 미국                                                                           |
| 남자 3000m 장애물 자세히 | 볼마리 이소홀로 · 핀란드                                                  | 토머스 이븐슨 · 영국                                                                           | 조 맥클러스키 · 미국                                                                         |
| 남자 400m 계주 자세히    | 미국 (USA) · 밥 키셀 · 엠밋 타피노 · 프랭크 와이코프 · 헥터 다이어        | 독일 (GER) · 아르투르 요나트 · 프라이드리히 헨드릭스 · 프리히 보르슈메이에르 · 헬무트 쾨르니히 | 이탈리아 (ITA) · 가브리엘레 살비아티 · 루게로 마레가티 · 에드가르도 토에티 · 주세페 차스텔리 |
| 남자 1600m 계주 자세히   | 미국 (USA) · 빌 카 · 이반 푸과 · 이저 애블로위치 · 칼 워너                | 영국 (GBR) · 갓프레이 램플링 · 데이비드 머글레이 · 크류 스톤리 · 토미 햄슨                     | 캐나다 (CAN) · 레이 루위스 · 지미 볼 · 알렉스 윌슨 · 필 에드워즈                             |
| 남자 마라톤 자세히       | 후안 카를로스 사발라 · 아르헨티나                                         | 샘 페리스 · 영국                                                                               | 아르마스 토이보넨 · 핀란드                                                                   |
| 남자 50km 경보 자세히    | 토미 그린 · 영국                                                          | 야니스 달링스 · 라트비아                                                                       | 우고 프리제리오 · 이탈리아                                                                   |
| 남자 멀리뛰기 자세히     | 에드 고든 · 미국                                                          | 램버트 레드 · 미국                                                                             | 난부 추헤이 · 일본                                                                           |
| 남자 세단뛰기 자세히     | 난부 추베이 · 일본                                                        | 에릭 스벤손 · 스웨덴                                                                           | 오시마 겐키치 · 일본                                                                         |
| 남자 높이뛰기 자세히     | 덩컨 맥노턴 · 캐나다                                                      | 밥 반 오스델 · 미국                                                                            | 시메온 토리비오 · 필리핀                                                                     |
| 남자 장대높이뛰기 자세히 | 빌 밀러 · 미국                                                            | 니시다 슈헤이 · 일본                                                                           | 조지 제퍼슨 · 미국                                                                           |
| 남자 포환던지기 자세히   | 레오 섹스턴 · 미국                                                        | 헤를로 로더트 · 미국                                                                           | 프란티셰크 도우다 · 체코슬로바키아                                                           |
| 남자 원반던지기 자세히   | 존 앤더슨 · 미국                                                          | 헨리 라보드 · 미국                                                                             | 파올 빈트 · 프랑스                                                                           |
| 남자 창던지기 자세히     | 마티 야르비넨 · 핀란드                                                    | 마티 시팔라 · 핀란드                                                                           | 에이노 펜틸랴 · 핀란드                                                                       |
| 남자 해머던지기 자세히   | 파트 오칼라간 · 아일랜드                                                  | 빌레 폐르혤레 · 핀란드                                                                         | 피터 자렘바 · 미국                                                                           |
| 남자 10종 자세히         | 제임스 버슈 · 미국                                                        | 아킬레스 야르비넨 · 핀란드                                                                     | 볼라트 에베를레 · 독일                                                                       |
| 여자 100m 자세히         | 스타니스와바 발라시에비치 · 폴란드                                        | 힐다 스트라이크 · 캐나다                                                                       | 윌헬미나 본 브리먼 · 미국                                                                    |
| 여자 80m 허들 자세히     | 베이브 디드릭슨 · 미국                                                    | 이블라인 홀 · 미국                                                                             | 마조리 클라크 · 남아프리카 공화국                                                            |
| 여자 400m 계주 자세히    | 미국 (USA) · 메리 크류 · 애네트 로저스 · 윌헬미나 본 브리먼 · 에블린 퍼치 | 캐나다 (CAN) · 릴리언 팔머 · 메리 프리젤 · 밀드레드 프리젤 · 힐다 스크라이크                   | 영국 (GBR) · 궨돌라인 포터 · 넬리 헬스티드 · 바이올릿 웹 · 엘린 히스콕                       |
| 여자 높이뛰기 자세히     | 진 실리 · 미국                                                            | 베이브 디드릭슨 · 미국                                                                         | 이바 다스 · 캐나다                                                                           |
| 여자 원반던지기 자세히   | 릴리언 코플랜드 · 미국                                                    | 루스 오스번 · 미국                                                                             | 야드빌가 바이스 · 폴란드                                                                     |
| 여자 창던지기 자세히     | 베이브 디드릭슨 · 미국                                                    | 엘렌 브라우뮐러 · 독일                                                                         | 틸리 플라이셔 · 독일                                                                         |

## 참고 자료
- (영어) 국제 올림픽 위원회 메달리스트 데이터베이스
- (영어) “Athletics at the 1932 Los Angeles Summer Games”. sports-reference.com. 2008년 12월 25일에 원본 문서에서 보존된 문서. 2011년 7월 11일에 확인함.

| 올림픽 육상     |                                           |             |
| 이전            | 1932년 하계 올림픽 육상 로스앤젤레스 1932 | 다음        |
| 암스테르담 1928 | 1932년 하계 올림픽 육상 로스앤젤레스 1932 | 베를린 1936 |
|                 |                                           |             |
|                 |                                           |             |